# 泰利峰
46°7′24.9″N 8°2′15.9″E / 46.123583°N 8.037750°E

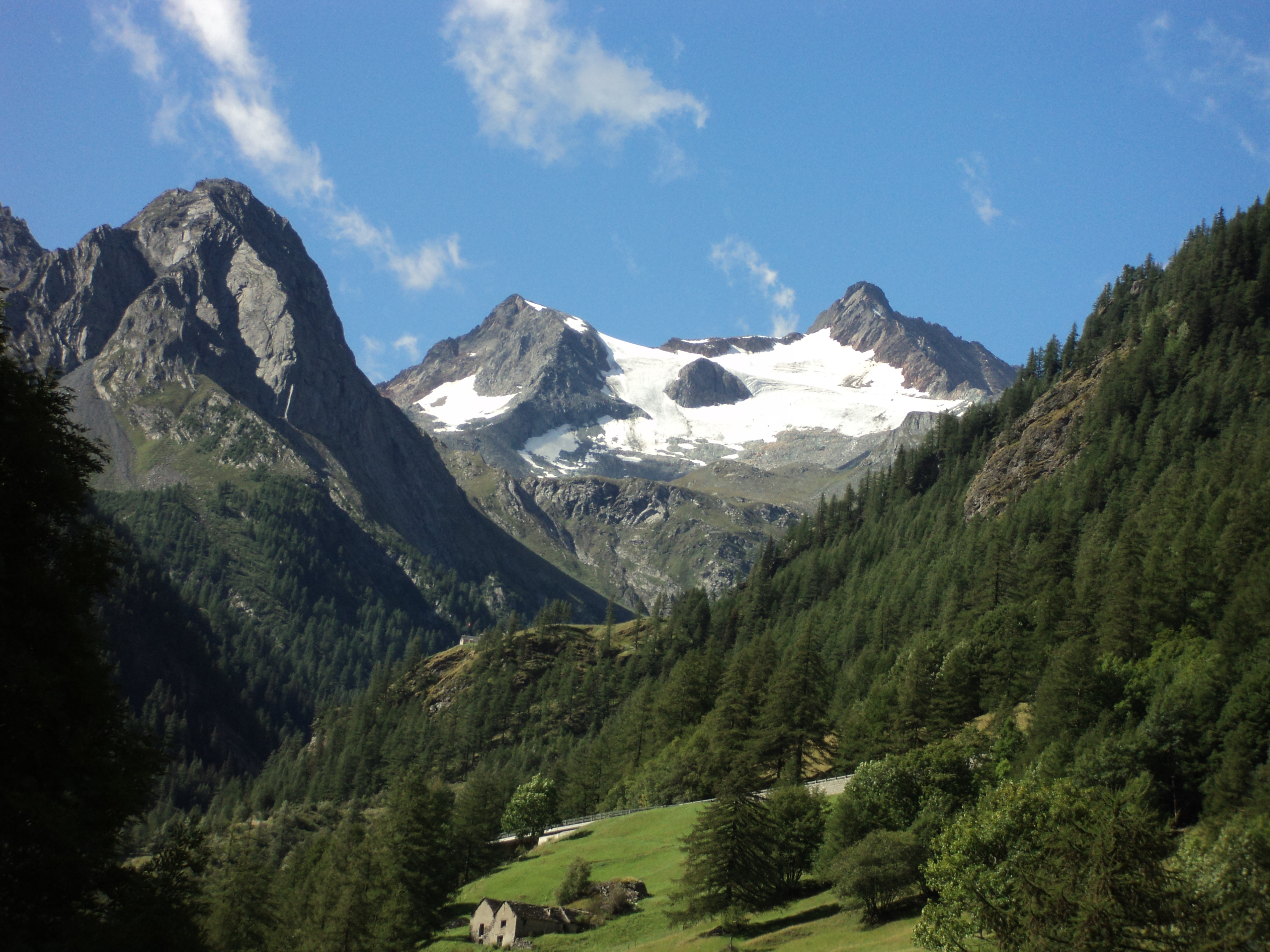

泰利峰（Tällihorn），是瑞士的山峰，位於該國南部，由瓦萊州負責管轄，屬於本寧阿爾卑斯山脈的一部分，海拔高度3,448米，每年平均降雨量2,221毫米。